# Sinterització ceràmica

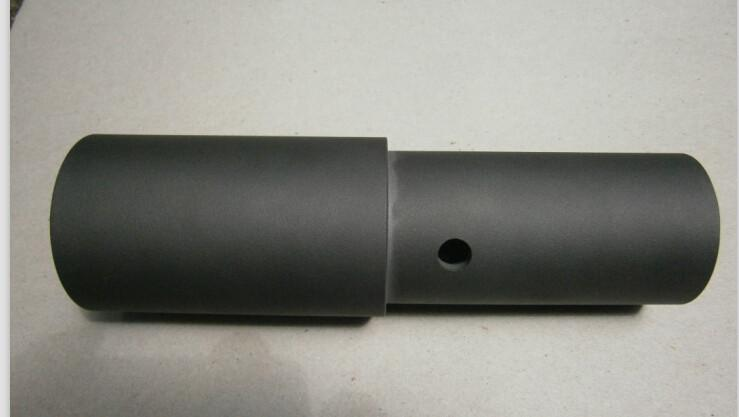
Element de carbur de silici produït per sinterització ceràmica

La sinterització ceràmica és el procés de compactació i formació d'una massa sòlida de material per pressió o calor sense fondre'l fins al punt de liqüefacció . La sinterització es produeix com a part d'un procés de fabricació utilitzat amb metalls, ceràmiques, plàstics i altres materials. Les nanopartícules del material sinteritzat es difonen a través dels límits de les partícules, fusionant-les i creant una peça sòlida.

## Procediment

La calor i la compactació fusionen petites partícules en una massa densa

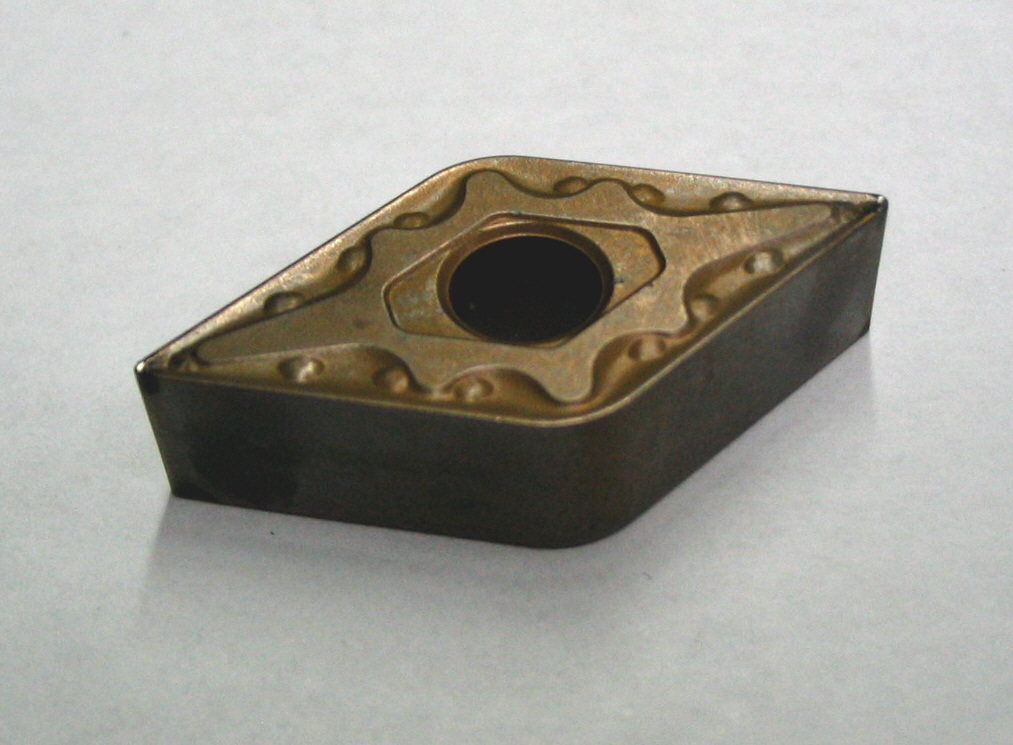
Element tallant produït per sinterització ceràmica

La sinterització forma part del procés de cocció utilitzat en la fabricació de ceràmica i altres objectes ceràmics com els calefactors PTC, les resistències NTC, les resistències PTR, etc.. La sinterització i la vitrificació (que requereix temperatures més elevades) són els dos mecanismes principals darrere de la resistència i l'estabilitat de la ceràmica. Els objectes ceràmics sinteritzats estan fets de substàncies com ara vidre, alúmina, zirconi, sílice, magnesia, calç, òxid de beril·li i òxid fèrric. Algunes matèries primeres ceràmiques tenen una menor afinitat per l'aigua i un menor índex de plasticitat que l'argila, requerint additius orgànics en les etapes prèvies a la sinterització.
La sinterització comença quan s'ha arribat a una temperatura suficient per mobilitzar els elements actius en el material ceràmic, que pot començar per sota del seu punt de fusió (normalment al 50-80% del seu punt de fusió), per exemple com a prefusió. Quan s'ha produït una sinterització suficient, el cos de ceràmica ja no es descompondrà a l'aigua; La sinterització addicional pot reduir la porositat de la ceràmica, augmentar l'àrea d'unió entre les partícules de ceràmica i augmentar la resistència del material.
Els procediments industrials per crear objectes ceràmics mitjançant la sinterització de pólvores inclouen generalment:
- barreja d'aigua, aglutinant, des-floculant i pólvores de ceràmica sense cocció per formar una purina
- assecant per polvorització el purí
- posant les pólvores assecades amb aerosol en un motlle i pressionant-la per formar un cos verd (un element ceràmic no sinteritzat)
- escalfant el cos verd a baixa temperatura per cremar l'aglutinant
- sinterització a alta temperatura per tal de fusionar les partícules ceràmiques.

La sinterització es realitza a alta temperatura. A més a més, es pot utilitzar una segona i/o tercera força externa (com la pressió, el corrent elèctric). La segona força externa que s'utilitza habitualment és la pressió. La sinterització realitzada només per escalfament s'anomena generalment "sinterització sense pressió", que és possible amb compostos de metall-ceràmica graduades, utilitzant una ajuda de sinterització de nanopartícules i tecnologia d'emmotllament a granel. Una variant utilitzada per a les formes 3D s'anomena premsa isostàtica en calent.
Per permetre l'apilament eficient del producte al forn durant la sinterització i per evitar que les peces s'enganxin, molts fabricants separen la mercaderia mitjançant làmines separadores de pólvores ceràmiques. Aquestes làmines estan disponibles en diversos materials com alúmina, zirconi i magnesi. També es classifiquen per mides de partícules fines, mitjanes i gruixudes. En combinar el material i la mida de les partícules amb la mercaderia que s'està sinteritzant, es poden reduir els danys a la superfície i la contaminació alhora que es maximitza la càrrega del forn.